# Omerta (zespół muzyczny)
Omerta – polski zespół muzyczny, którego twórczość zaliczana jest do nurtów hatecore i RAC. Jest to projekt Grzegorza Jastrzębskiego („Jastrząb”) z Wrocławia, lidera i wokalisty zespołu Legion Twierdzy Wrocław. Twórczość, a w szczególności przekaz płynący z tekstów utworów, w pewnych środowiskach budzi kontrowersje, sprzeciw czy też jawną wrogość.

## Historia i występy
Omerta (Omera Band) jest solowym projektem stworzonym przez Grzegorza Jastrzębskiego (pseudonim „Jastrząb”). Jest to muzyk z Wrocławia, który jako basista i wokalista uczestniczył także w działaniach innych grup muzycznych takich jak Legion Twierdzy Wrocław czy White Devils. Podczas nagrań i występów wspierają go w tym projekcie inni członkowie Legionu Twierdzy Wrocław.
Pierwszy album muzyczny Omerty wydany został w Polsce, w 2017 r., przy współpracy z wydawnictwem muzycznym Strong Survive Records. Ukazał się on dwa lata później za sprawą tego samego wydawcy także w Stanach Zjednoczonych. Drugi album formacja wydała własnym staraniem w 2020 r.. Kolejna publikację zespołu ponownie wydało wydawnictwo Strong Survive Records w 2023 r..
Formacja Omerta występowała w ramach festiwalu „Ku Niepodległej” w Warszawie, związanym z Narodowym Świętem Niepodległości i organizowanym także przy okazji Marszu Niepodległości. W ramach tej imprezy występy obejmowały między innymi edycję 9, w dniu 11.11.2017 r., razem ze Stalag, Nordica, Nessun Pentimento (Włochy), Joakim Karlsson (Szwecja) – projekt Code 291, Legion Twierdzy Wrocław, Odwet oraz edycję 10, w dniu 10.11.2018 r., obok takich grup jak Romantikus Erőszak (Węgry), Joakim Karlsson (Szwecja), Obłęd, Legion Twierdzy Wrocław, All Bandits, CR (Jonasz Sowa).

## Nazwa i symbole
Słowo „Omerta”, stanowiące nazwę własną tego wykonawcy muzycznego, oznacza zmowę milczenia – omerta. Pojawia się ono w kontekście nieformalnego prawo obowiązującego w mafii wywodzącej się z Sycylii, które zabraniało przekazywania jakiejkolwiek informacji dotyczących dokonywanych przestępstw osobom spoza grupy z danym przestępstwem związanych, a już w sposób szczególny przedstawicielom i organom wymiaru sprawiedliwości. W szerszym zaś znaczeniu jest to zamierzone milczenie w sprawie, w zamyśle niekorzystne dla innych. Na publikacjach formacji napis ten pojawia się jako stylizowany, czasem zamieszczony na tle symbolu dwóch skrzyżowanych noży oraz z dodatkowymi dewizami, jak przykładowo polish criminal music, hate music czy sience MMXVII.

## Twórczość, opinie i kontrowersje
Twórczość i muzyka Omerty należy do takich gatunków muzycznych, ruchów, styli i nurtów muzycznych jak Rock Against Communism, hatecore, hardcore, metal, hard rock, czy nawet stadionowe przyśpiewki.
Pośród opinii dotyczących twórczości i dokonań Omerty można znaleźć takie, według których jej utwory to szybka i melodyjna muzyka oraz życiowe teksty.
Poza muzyką Jastrząb znany jest ze swojej postawy związanej ze sportem, siłownią, kulturystyką i etosem siły. Uczestniczył on w tworzeniu serii klipów motywacyjnych stworzonych pod hasłem „Sport Hatecore Motivation” propagujących sport, zdrowie i właśnie wspomnianą wyżej siłę, co ma też swoje odzwierciedlenie w niektórych utworach muzycznych i nagraniach video.
Muzycy Omerty przez niektóre środowiska społeczne oskarżani są o przynależność do międzynarodowej sieci Blood & Honour, działający w Polsce także pod szyldem Club 28 (spotyka się także oznaczenie typu  B&H/C18), razem z innymi polskimi wykonawcami muzycznymi, takimi jak przykładowo Obłęd, Legion Twierdzy Wrocław, The Gits. Formacja koncertuje obok wykonawców, wobec których wysuwane są podobne oskarżenia lub wskazywane podobne kontrowersje. Można tu wymienić pośród innych polskich zespołów między innymi Irydion, All Bandits, Nordica oraz nacjonalistyczni raperzy tacy jak Damian Bujkowski, pseudonim Bujak i Jonasz Sowa, pseudonim CR, a nawet zespół blackmetalowy Decline.
Ten wykonawca znalazł się na liście twórców muzycznych, których wydawnictwa są nierekomendowane przez Stowarzyszenie „Nigdy Więcej”.

## Omerta o sobie
W ramach publikacji drugiego albumu z 2020 r. zatytułowanego „Syn Nienawiści” zamieszczono krótki komentarz jej twórców. Wyjaśniają w nim swoje postawy, przekaz i idee za nimi stojące. Wskazują na takie elementy jak poczucie godności, wyjątkowości oraz przynależności do elity w ramach subkultur określanych tu jako specyficzne połączenie następujących grup: skinheads, hooligans, criminals, zazębiających się, tworzących wzajemne zależności oraz organizujących się w podziemiu. A w ramach ich sprzeciwu wobec zgnilizny i rozkładu wartości, łączą w czynach, działaniach i uznawanych wartościach takie emocje, uczucia oraz postawy jak nienawiść, pogarda, gniew, bunt. Wymienione zjawiska mają zaś w zamyśle prowadzić do godności, odpowiednio ukierunkowanej ambicji i honoru.

## Lider zespołu i współpraca
Omera (Omera Band) to projekt muzyczny lidera, basisty i wokalisty zespołu Legion Twierdzy Wrocław oraz White Devils. W projekcie tym Grzegorz Jastrzębski jest przed wszystkim twórcą i wokalistą, podobnie jak wymienionym wyżej zespole. W odniesieniu do niego stosowany jest pseudonim „Jastrząb”. Wcześniej był także basistą i wokalistą w zespole White Devils.
Wspólne utwory oraz występy realizował między innymi z wokalistką o pseudonimie artystycznym „Heroica” — Agata Przychodzka. Mało to miejsce zarówno w ramach zespołu Legion Twierdzy Wrocław, gdzie uczestniczyła w nagraniu utworu „Ojczysta Ziemio” z albumu „Defenders Of Europe” (2016 r.), jak i w ramach projektu Omerta, gdzie nagrali w duecie na płytę „Litość jest zbrodnią” z 2017 r. utwór pod tytułem „Ani kroku wstecz” oraz w ramach twórczości i działalności samej Heroicy w utworze pod tytułem „Dla Krystyny” zamieszczonym na jej debiutanckim albumie „Pamiętam” wydanym w 2017 r..
Dorobek projektu Omerta jest prezentowany między innymi na oficjalnym profilu prowadzonym na portalach internetowych zespołu Legion Twierdzy Wrocław. Dotyczy to także profil na portalu YouTube wymienionej kapeli, w ramach którego zamieszcza zarówno nagrania Legionu Twierdzy Wrocław jak i Omerty

## Dyskografia
Dyskografia wykonawcy – albumy muzyczne i ich wydania:
- „Litość Jest Zbrodnią” (jedna płyta kompaktowa, wydawca: Strong Survive Records)[1][43][18]:
  - 2017 r.[5][18] (premiera – 15.09.2017 r.[44])
  - 2019 r., wznowienie, kraj wydania – Stany Zjednoczone[6]
- „Syn Nienawiści”:  2020 r. (jedna płyta kompaktowa, Not On Label – Omerta Self-Released)[2][45]
- „Siła i Honor”: 2023 r. (jedna płyta kompaktowa, wydawca: Strong Survive Records)[7][17].

Składanki:
- „Defend Rock Against Communism Vol. 1”: 2018 r. (jedna płyta kompaktowa załączona do magazynu „Droga Bez Odwrotu” numer 2, utwór nr 2 – „Droga bez odwrotu”)[46]
- „Defend Rock Against Communism Vol. 3”: 2024 r. (jedna płyta kompaktowa załączona do magazynu „Hall Rock'n'Roll Music Magazine”, utwór nr 17 – „Znak Orła”)[47].